# Casper II.

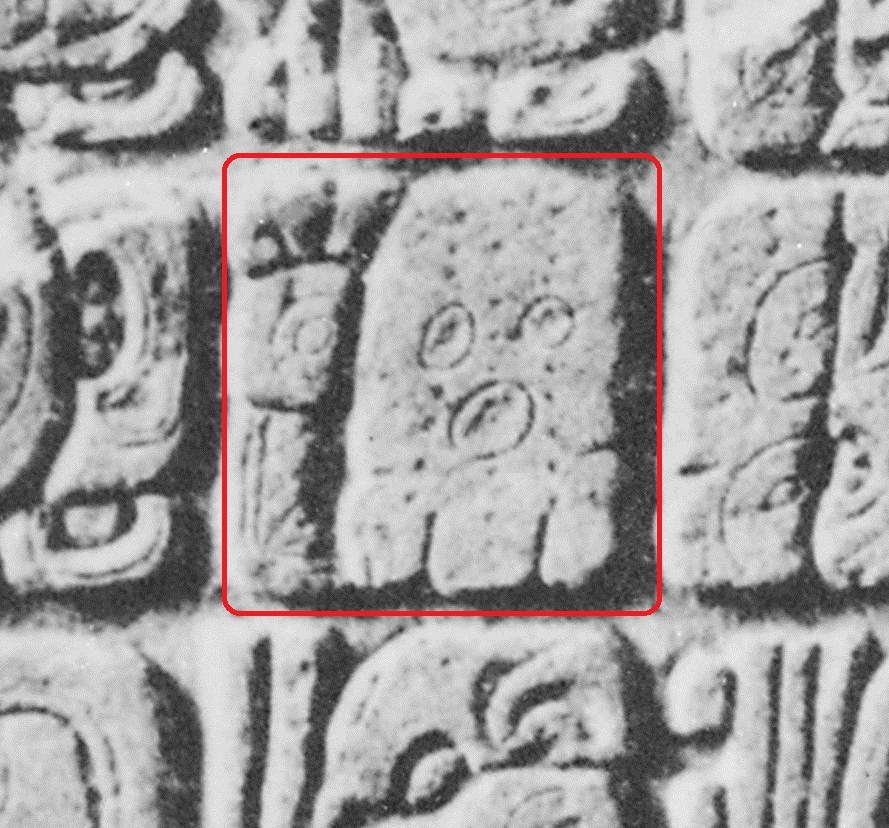
Bislang nicht lesbare Namensglyphe von „Casper II.“ auf einer Inschrift im Tempel des Kreuzes in Palenque

Umzeichnung der Namensnennung

Casper II. (* 8. August 422; † wahrscheinlich 487), auch „Kasper“ oder „Kaspar“, war ein früher Herrscher (Ajaw) der Maya-Stadt Palenque. Er regierte vom 9. August 435 bis zu seinem Tod. Bei der Bezeichnung „Casper“ handelt es sich um einen modernen Notnamen, da sein eigentlicher Name bislang nicht gelesen werden kann.

## Name
Der Name dieses Herrschers ist lediglich in einer Schreibweise bekannt, die ein Logogramm zeigte, welches ohne ergänzendes phonetisches Komplement nicht gelesen werden konnte. Da es Ähnlichkeit mit einer Comic-haften Geisterdarstellung hatte, gab der Forscher Floyd Lounsbury dem Herrscher den Spitznamen „Casper“ als Anspielung auf die gleichnamige Comicfigur.
Ein ebenfalls zum Namen gehörendes, initiales Zeichen ist möglicherweise „Ch'aaj“ zu lesen. Es stellt aber nur den ersten Namensbestandteil dar, der komplette Name ist weiterhin unentschlüsselt.

## Regierungszeit
„Casper II.“ wurde am 8. August 422 (Lange Zählung 8.19.6.8.8, Kalenderrunde 11 Lamat 6 Xul) geboren und bestieg den Thron am 9. August 435 (8.19.19.11.17, 2 Kaban 10 Xul) im Alter von 13 Jahren.
Für seine Regierungszeit sind Feierlichkeiten zum Ende einer Katun-Periode (9.0.0.0.0 = 10. Dezember 435) überliefert. Weitere bekannte Ereignisse sind die Amtseinführungen zweier Würdenträger. Mögliche Beziehungen zu Yaxchilán wurden aufgrund einer dort gefundenen Inschrift vermutet, die einen Namen nennen, der dem von „Casper“ sehr ähnlich ist. Es ist jedoch in der Forschung umstritten, ob es sich tatsächlich um ihn oder eine andere Person handelt.
Ein Trinkgefäß aus „Caspers“ Regierungszeit bezeugt eine hohe Kunstfertigkeit bereits in dieser frühen Phase der Geschichte Palenques. Es zeigt eine bildliche Darstellung des Herrschers und stellt das einzige beschriftete Objekt aus der Frühklassik dar, das bislang in Palenque gefunden wurde.
Wie bereits sein Vorgänger K’uk’ Bahlam I., Begründer der Dynastie von Palenque, wird auch „Casper“ mit einem Ort namens Toktahn in Verbindung gebracht. Dieser ist bislang nicht lokalisiert und könnte der Herkunftsort der Herrscherfamilie von Palenque sein.
„Caspers“ Todesdatum ist nicht bekannt, allerdings ist die Thronbesteigung seines Nachfolgers Butz'aj Sak Chiik für den 28. Juli 487 überliefert. Es kann also davon ausgegangen werden, dass „Casper“ mit über 50 Jahren eine der längsten Regierungszeiten in der Geschichte Palenques hatte.